# William Scouton
William H. Scouton (Monroeville (Ohio), 3 oktober 1853 – Toledo (Ohio), 18 mei 1940) was een Amerikaans componist en dirigent.

## Levensloop
Van deze componist en dirigent is niet veel bekend. Hij was dirigent van een harmonieorkest in Midden-Westen van de Verenigde Staten. Als componist schreef hij natuurlijk vooral werken voor dit medium, het harmonieorkest. Verschillende van zijn marsen werden nu nog gespeeld. 

## Composities
- 1901 King Over All March
- Mancipation Day Parade March
- On To Victory March
- The Bridal Party March
- The Great Captain March
- The Nation's Pride March
- The Treaty of Portsmouth March

- Library of Congress Control Number: no99026886
- Virtual International Authority File: 26695493
- WorldCat: E39PBJf8vQk4X4W9wpgctTGbVC